# (225270) 2009 SF30
(225270) 2009 SF30 là một tiểu hành tinh vành đai chính. Nó được phát hiện bởi Spacewatch project ở Đài thiên văn quốc gia Kitt Peak ở Arizona, ngày 16 tháng 9 năm 2009.